# Virididentula
Virididentula dentata
Genre
Espèce
Synonymes
- Acamarchis dentata (Lamouroux, 1816)
- Bugula dentata (Lamouroux, 1816)

Virididentula est un genre de Bryozoaires de la famille des Bugulidae qui n'est représenté que par l'espèce Virididentula dentata.

## Systématique
Le genre Virididentula a été créé en 2015 par Karin Hoch Fehlauer-Ale (d), Judith Ellen Winston (d), Kevin John Tilbrook (d), Karine B. Nascimento (d) et Leandro Manzoni Vieira (d).

## Publication originale
- (en) Karin H. Fehlauer-Ale, Judith E. Winston, Kevin J. Tilbrook, Karine B. Nascimento et Leandro M. Vieira, « Identifying monophyletic groups within Bugula sensu lato (Bryozoa, Buguloidea) », Zoologica Scripta, Wiley-Blackwell, vol. 44, no 3,‎ 11 février 2015, p. 334-347 (ISSN 0300-3256 et 1463-6409, DOI 10.1111/ZSC.12103).